# Separatista separatista
Separatista separatista és un caragol marí de la família Capulidae, pertanyent al grup de gasteròpodes interns de mol·luscs. Habiten en ecosistemes marins, a la zona de Reunió, Filipines, Papua Nova Guinea i Samoa Americana.
Avui dia es classifica el gènere Separatista, però anteriorment es coneixia com Turbo separatista.